# Niels Jørgen Cappelørn
Niels Jørgen Cappelørn (født 11. februar 1945) er en dansk teolog og Kierkegaard-forsker. Cand.theol. fra Københavns Universitet 1977. Han udgav Index til Søren Kierkegaards Papirer, bind XIV-XVI (1975-78). I årene 1980-93 var han generalsekretær for Det Danske Bibelselskab, derefter direktør for Søren Kierkegaard Forskningscenteret og redaktør af Søren Kierkegaards Skrifter. Udnævnt til dr. h.c. ved St. Olaf College, Minnesota, 1996, og dr.theol. h.c. ved Johann Wolfgang Goethe-Universität, Frankfurt am Main, 2003.
Niels Jørgen Cappelørn er også en passioneret bogsamler og har på vegne af Søren Kierkegaard Forskningscenteret indkøbt en imponerende Søren Kierkegaard-bogsamling, idet han forsøger at rekonstruere Søren Kierkegaards eget bibliotek. 
Pr. 1/1-2010 er Niels Jørgen Cappelørn ansat som MSO-professor (professor med særlige opgaver) i Kierkegaard Studier. Ansættelsen sker i forbindelse med Søren Kierkegaard Forskningscenterets indlejring i Det Teologiske Fakultet. 